# Llywarch Hen
Llywarch Hen fut prince d'un des royaumes brittoniques du nord de l'île de Bretagne (le Hen Ogledd, ou vieux nord, des Gallois), le Rheged du Sud, cousin du roi Urien du Rheged (560-590).

## Le Prince
Fils du roi Elidyr Llydanwyn, Llywarch le vieux (en gallois-Llywarch, Latin-Lovarcus, Anglais-Lewis)  était le dernier roi du Rheged du Sud. 
Exilé par l'envahisseur Saxon, lui et sa famille nombreuse se sont réfugiés dans le Powys où il est devenu un poète renommé au début du VIIe siècle. 
Ses principales poésies connues  sont celles déplorant les décès de ses cousins : Urien de Rheged, Cynddylan de Pengwern et de ses propres fils. Il était apparemment présent lors de l'assassinat, et il lui a été laissé le soin de récupérer la tête du malheureux Urien!
Traditionnellement, Llywarch eut une famille nombreuse, bien que le nombre d'enfants change selon la source. Il mourut en 634, à l'âge de 100 ans.
Les poèmes de Llywarch Hen relatent principalement l'invasion du Pays de Galles par les Saxons. Ils auraient servi de base et d'inspiration au Prophéties de Gwenc'hlan dans le Barzaz Breiz.

## Poèmes de Llywarch Hen
Selon Jean Markale, le barde Llywarch Hen serait né vers 490 et mort vers 590. Il aurait été élevé dans les forêts de l'Argoed, serait venu très tôt à la cour d'Erbin de Cornouailles et aurait suivi son fils Geraint dans le camp d'Arthur. Après la mort d'Erbin, il aurait servi à la cour d'Uryen, puis auprès de Kyndylan, chef du Powys.
Ses poèmes sont retranscrits dans le Livre noir de Carmarthen et dans le Livre Rouge de Hergest. Parmi ceux-ci, on peut citer notamment :
- Chant de mort de Geraint fils d'Erbin
- Elegie de Gwen
- Chant de mort d'Uryen
- Chant de mort de Kyndylan

En fait au IXe siècle ont été écrits les poèmes de Llywarch Hen et de Heledd. On ne connait pas le (ou les) barde(s) auteur(s) , on  sait seulement qu'il parle de ces deux personnages qui vécurent l'un au VIe siècle l'autre au VIIe siècle et qu'il s'agit de poèmes historiques en quelque sorte.

Mais ils diffèrent des œuvres des poètes précédents Taliesin et Aneurin parce que le poète y exprime des sentiments personnels tout en maintenant la tradition héroïque.

Les poèmes contre les Saxons forment le lien entre toutes les pièces; les 24 fils de Llywarch Hen et le frère de Heledd, Cynddylan, ont été tués, et tous le pleurent. 
Stafell Gynddylan ys tywyll heno
Heb dan, heb deulu
Hidl fy neigr men yd gynnu.
« La grand-salle de Cynddylan est triste ce soir / Sans feu ni famille / Mes larmes coulent où il est étendu. »